# Edwin Fasching
Edwin Fasching (* 10. April 1909 in Hittisau; † 11. Juli 1957 in Köln) war ein österreichischer Theologe. Er war Seelsorgeamtsleiter der Diözese Feldkirch und Gründer des Werkes der Frohbotschaft von Batschuns.

## Leben
Faschings Vater Alois Fasching kam aus Innichen in Südtirol, die Mutter, geborene Maria Nenning, aus Hittisau. 1920 zog die Familie von Hittisau nach Dornbirn, wo Edwin Fasching im Jahre 1927 an der Realschule Dornbirn maturierte. Fasching studierte zeitgleich mit den späteren Bischöfen Paulus Rusch und Bruno Wechner am internationalen Priesterseminar Canisianum der Jesuiten in Innsbruck und schloss sein Studium an der Universität Innsbruck mit einem Doktor der Scholastischen Philosophie ab.
Bereits als Student war Fasching Teil einer Gründungsinitiative für die Errichtung einer Notkirche in der Siedlung am Schererhof in Neu-Arzl bei Innsbruck. Am 18. März 1934 wurde Fasching im Innsbrucker Dom von Bischof Sigismund Waitz zum Priester geweiht. Seine Primiz hielt er in seiner Geburtsgemeinde Hittisau. Zuerst Kooperator in Matrei am Brenner, wurde er im Oktober 1935 zum Kaplan in Hard. Im Jahre 1939 wurde er von Bischof Paulus Rusch zum Seelsorgeamtsleiter in Feldkirch bestellt.
Fasching wagte in der NS-Zeit Exerzitien und Bibelkurse für Laien, musste diese Kurse für Vorarlberger aber im sogenannten Altreich abhalten, weil solches im schärfer geführten Gau Tirol-Vorarlberg verboten war. Nach dem Krieg gelang es Fasching, das im Zuge des Anschlusses von Österreich an Hitler-Deutschland enteignete Ferienhaus des Frauenbundes von Batschuns mit kirchlich engagierten Frauen in kirchlichen Besitz zu bringen. Damit entstand die Frauenlaiengruppe der Frohbotinnen von Batschuns, heute Werk der Frohbotschaft. Ursprünglich waren drei Zweige gedacht, auch eine Männerlaiengruppe und eine Priestergruppe, was durch den frühen Tod von Fasching nicht zustande kam.
Zahlreiche Initiativen religiöser Natur für die Diözese und sozialer Natur für das Land Vorarlberg gehen auf Fasching zurück. Für tuberkulöse Kinder gründete er die Kinderheilstätte Hackwald in Ebnit. Für junge Gastarbeiter aus den östlichen Bundesländern Österreichs gründete er mit Kaplan Emil Bonetti das Haus der jungen Arbeiter in Dornbirn und das Jungarbeiter/innen-Wohnheim in Rankweil. Er gründete mit dem Werk der Frohbotschaft den Quelle-Verlag, das Wanderkino Kristallfilm und den Reisedienst Feldkircher Pilgerfahrten. Für Familien überlegte er Erholungsferien und gründete das Haus Marienruh in Innerlaterns, und auch die Familienhelfer/innen-Schule in Bregenz geht auf Fasching zurück.
Fasching wurde in Batschuns beerdigt.